# Bor (Vlkava)
Bor je malá vesnice, část obce Vlkava v okrese Mladá Boleslav. Nachází se asi dva kilometry severozápadně od Vlkavy na vysokém levém břehu říčky Vlkava. Bor leží v katastrálním území Vlkava o výměře 7,74 km².

## Historie
Vesnička Bor byla na vlkavském panství založena patrně pro snazší obdělávání pozemků ležících na okraji panství. Pole, která obyvatelé obdělávali, ležela na sever od lesa (Bor), který kdysi souvisel s rozsáhlým lesním komplexem pokrývajícím dodnes vrch Hlavnov. Les byl vykácen a přeměněn na orná pole až na konci 19. století. Podél lesa vedla do Boru polní cesta, která jej spojovala s císařskou silnicí (silnice I/35) a která slouží obyvatelům dodnes jako jediná dopravní komunikace.

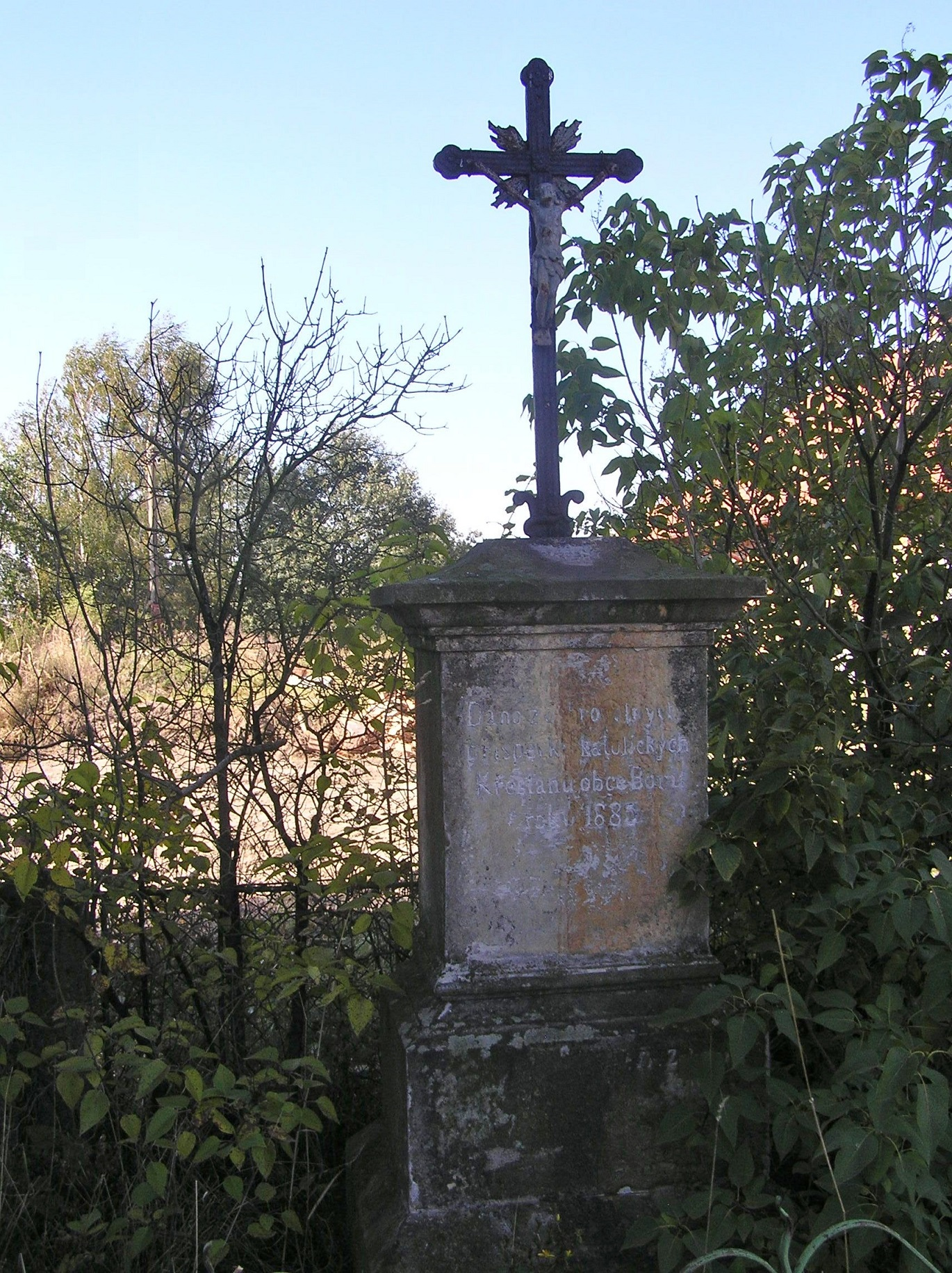
Kříž v Boru

V matrice oddaných, vedené na faře ve Všejanech, je první zápis týkající se Boru z července 1718. Na mapě prvního vojenského mapování z let 1764–1768 je uváděno, že v Boru žije pět sedláků a pět chalupníků. Bor byl součástí obce Vlkava, ale děti z vesnice vždy docházely do školy v bližších Struhách.

## Památky
- U vjezdu do vesnice stojí kříž s nápisem: „Dáno z dobrovolných příspěvků katolických křesťanů obce Boru roku 1885“
- Chalupa čp. 1 z konce 19. století